# Pro Fide, Lege et Rege

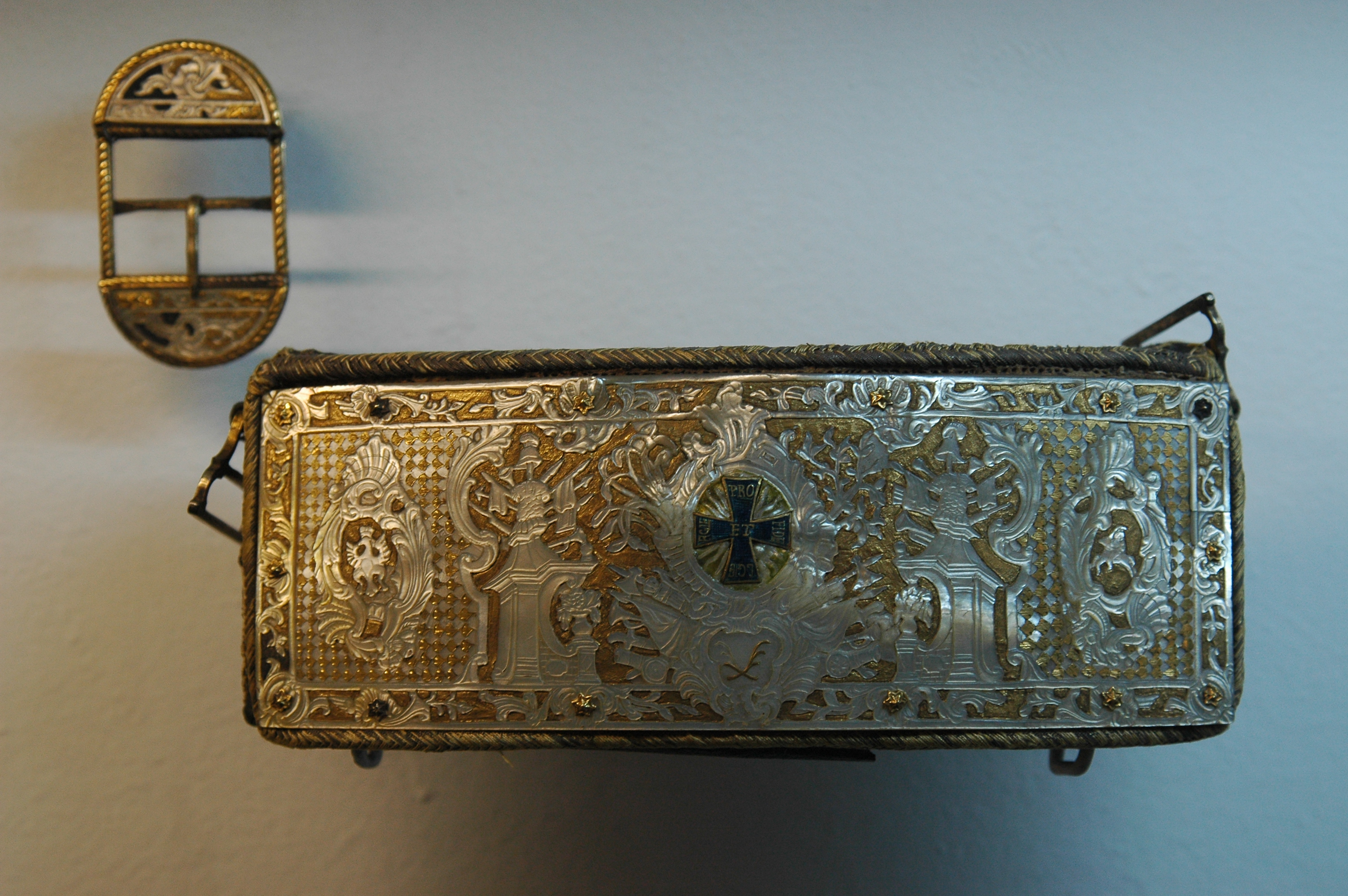
Ładownica polskiej piechoty w XVIII w. z dewizą Pro Fide, Lege et Rege

Pro Fide, Lege et Rege (z łac. Za Wiarę, Prawo i Króla) – dewiza polska używana w czasie I Rzeczypospolitej. Wyparła wcześniej używaną dewizę Si Deus Nobiscum quis contra nos (Jeśli Bóg z nami, któż przeciwko nam?) i obecna była na różnych budynkach, rzeczach użytkowych i amunicji.

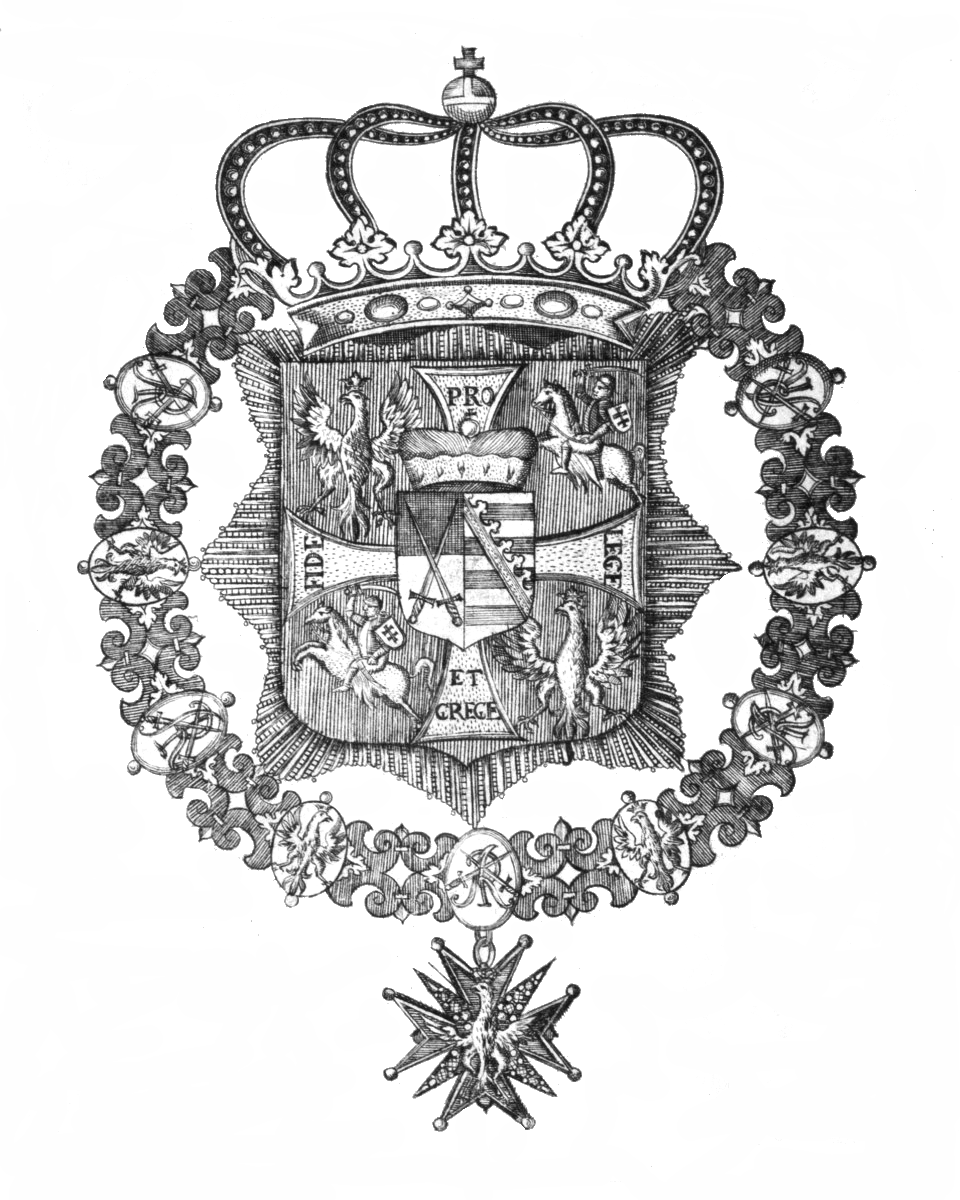
Order Orła Białego Augusta II

Pro Fide, Lege et Rege znalazła się na gwieździe Orderu Orła Białego, najstarszego i najwyższego polskiego orderu, gdzie w wersji przeznaczonej wyłącznie dla króla zmieniono ostatnie słowo: Pro Fide, Lege et Grege (Za Wiarę, Prawo i Naród).
Dewiza obecna była również na sztandarach polskiej kawalerii w wersji pro fide et grege (za wiarę i naród).
Dzisiaj fraza Pro Fide, Lege et Rege używana jest jako tytuł czasopisma Klubu Zachowawczo-Monarchistycznego, który pod tym tytułem wydaje od 1988 roku swój kwartalnik.